# Vagevuurbos
Vagevuurbos är en skog i Belgien.   Den ligger i provinsen Västflandern och regionen Flandern, i den västra delen av landet, 80 km väster om huvudstaden Bryssel.
Omgivningarna runt Vagevuurbos är en mosaik av jordbruksmark och naturlig växtlighet. Runt Vagevuurbos är det ganska tätbefolkat, med 179 invånare per kvadratkilometer.